# Liparis bristolensis
Liparis bristolensis är en fiskart som först beskrevs av Burke 1912.  Liparis bristolensis ingår i släktet Liparis och familjen Liparidae. Inga underarter finns listade i Catalogue of Life.